# Вертуба
Вертуба (нем. Wattbach) — река в России, протекает в Балаковском районе Саратовской области. Левый приток Волги.

## История
На правом берегу Волги с XVIII века селились немцы, откуда немецкое название реки — Ваттбах.
В районе реки проходили боевые действия во время восстания Пугачёва. В подавлении восстания участвовал Гавриил Романович Державин. Его произведение Чигалайские оды (Оды, переведенные и сочинённые при горе Читалагае) написаны на горе Читагалай, которая идентифицируется как один из холмов по левому берегу устья реки

## География
Вертуба начинается в балке примерно в 20 км севернее села Семёновка. Течёт на восток, затем поворачивает на северо-запад. В верховьях запружена. Около устья на левом берегу село Воротаевка, на правом — Георгиевка. Ниже Георгиевки Вертуба спускается в пойму Волги (в этом месте — Волгоградского водохранилища) и впадает в Волгу в 1084 км от устья. Длина реки составляет 20 км. Почти на всём протяжении пересыхает.
По данным государственного водного реестра России относится к Нижневолжскому бассейновому округу, водохозяйственный участок реки — Волга от Саратовского гидроузла до Волгоградского гидроузла, без рек Большой Иргиз, Большой Караман, Терешка, Еруслан, Торгун. Речной бассейн реки — Волга от верхнего Куйбышевского водохранилища до впадения в Каспий.

## Данные водного реестра
Код объекта в государственном водном реестре — 11010002212112100010169.